# نيكولاي بتروف
نيكولاي بتروف (بالروسية: Петров, Николай Арнольдович)‏ (و. 1943 – 2011 م) هو عازف بيانو، ومعلم موسيقى، وأستاذ جامعي، من روسيا، ولد في موسكو، توفي في موسكو، عن عمر يناهز 68 عاماً، بسبب سكتة.

## التعليم
تعلم في كونسرفاتوار موسكو.

## جوائز
حصل على جوائز منها:
- نيشان الشرف
- نيشان الاستحقاق الوطني في روسيا من الدرجة الرابعة
- فنان الشعب لجمهورية روسيا السوفيتية الاتحادية الاشتراكية [الإنجليزية]‏
- نيشان الاستحقاق الوطني الروسي من الدرجة الثالثة
- فنان الشعب في الاتحاد السوفيتي
- فنان الشرف لجمهورية روسيا السوفيتية الاتحادية الاشتراكية [الإنجليزية]‏.